# Banque centrale d'Azerbaïdjan
La Banque centrale d'Azerbaïdjan (azéri : Azərbaycan Respublikasının Mərkəzi Bankı) est la banque centrale d'Azerbaïdjan, elle est située à Bakou.
La Banque centrale d'Azerbaïdjan possède des filiales régionales au Nakhitchevan, Gandja, Ievlakh, Khatchmaz, Goychay et Bilasuvar.

## Histoire
La Banque centrale d'Azerbaïdjan fut créée en 11 février 1992 quelques mois après l'indépendance du pays, en remplacement de la banque d'État de la RSS d'Azerbaïdjan.
Le 15 août 1992 à minuit, la Banque centrale d'Azerbaïdjan mettait en circulation la nouvelle monnaie azerbaïdjanaise, le manat azerbaïdjanais, en remplacement de l'ancien rouble soviétique qui était en usage depuis 1920.

## Missions et activités
La Banque centrale d'Azerbaïdjan est l'autorité monétaire de l'Azerbaïdjan, et est responsable de la conduite de la politique monétaire et la régulation du système bancaire et du système de paiement du pays. L'objectif principal de la Banque centrale d'Azerbaïdjan, comme indiqué dans la loi sur la Banque centrale d'Azerbaïdjan, est la stabilité des prix et la lutte contre l'inflation. L'objectif secondaire est de soutenir un système bancaire et la stabilité de paiement.

## Structure et gestion
La Banque centrale d'Azerbaïdjan est dirigée par un président à la tête d'un conseil exécutif composé de cinq membres. Les membres du conseil sont nommés par le Président de la République. Le président, une fois nommé pour l'Assemblée nationale après présentation par le président de la république.
Le président actuel est Taleh Kazimov.
Les membres du conseil exécutif sont Alim Guliyev, Aftandil Babayev, Vadim Khubanov et Khagani Abdullayev.
La structure organisationnelle de la Banque centrale comprend le conseil d’administration, l’organe administratif central et les bureaux régionaux. L'organe administratif central comprend l'unité d'audit interne, ainsi que d'autres unités structurelles définies par le conseil d'administration. Toutes les unités et tous les organes structurels, qui font partie de l’organe administratif central de la Banque centrale, fonctionnent conformément aux statuts approuvés par le conseil d’administration.
La Banque centrale est gouvernée par le conseil d'administration.
Conformément à la Constitution de la République d'Azerbaïdjan, les membres du conseil d'administration sont nommés par le Milli Majlis (Parlement national) de la République d'Azerbaïdjan sur présentation du président de la République d'Azerbaïdjan, tandis que le gouverneur et les vice-gouverneurs de la Banque centrale sont élus. nommé par le président de la République d'Azerbaïdjan parmi les membres du conseil d'administration.
Le président du conseil d'administration de la banque centrale dirige la structure exécutive de la banque, préside le conseil d'administration, représente la banque centrale, sépare les tâches et les responsabilités des membres de la haute direction et traite les questions qui ne relèvent pas de la compétence du conseil d'administration au sens de la loi la République d'Azerbaïdjan «sur la banque centrale de la République d'Azerbaïdjan».
La Banque centrale s'acquitte de ses fonctions dans tout le pays par l'intermédiaire de ses bureaux régionaux. Il y a six succursales régionales de la Banque centrale dans tout le pays: le bureau de la République autonome de Nakhitchevan de la Banque centrale; Bureaux régionaux de Gandja, Bilassuvar et Gouba; Centres de réserve de Yevlakh et de Sumgayit.

## Politique monétaire
La limitation des investissements étrangers directs dans le secteur bancaire a été réduite lorsque la CBA a relevé de 30 à 50% la limite de participation des banques à participation étrangère sur le marché des banques commerciales. En juin 2002, la CBA a libéralisé certaines dispositions relatives aux transferts à l’étranger pour les résidents légaux en Azerbaïdjan, notamment une augmentation des acomptes versés pour les transactions à l’importation de 10 000 dollars à 25 000 dollars et une levée de toutes les restrictions imposées au retrait de devises en espèces.
Au cours de la crise économique mondiale de 2008-2009, l'orientation de la politique monétaire de la Banque centrale d'Azerbaïdjan s'est strictement étendue: le taux de refinancement a été réduit de 15% à 2%, le ratio de réserves obligatoires entre 12% et 0,5%. Conformément à la politique de taux de change, la CBA a maintenu sa stabilité financière en maintenant un régime indexé par rapport au dollar américain. Ce régime a pris fin en février 2015.
Après la crise, des éléments de surchauffe économique ont commencé à apparaître et la Banque centrale d'Azerbaïdjan a réagi en resserrant sa politique monétaire depuis l'automne 2010. Le taux de refinancement a donc été progressivement augmenté jusqu'à 5,25%.